# الحزب الديمقراطي الكردستاني (حدك)
الحزب الديمقراطي الكردستاني ((بالكردية: Hizba Dêmokrata Kurdistanê-Îran)‏، باختصار: حدك، (بالفارسية: حزب دموکرات کردستان)) هو حزب عرقي من الأكراد في إيران، والذي انشق عن الحزب الديمقراطي الكردستاني الإيراني (KDPI) في عام 2006 بعد نزاع حول اختيار زعيمه التالي في المؤتمر الثالث عشر للأكراد. الحزب «ليس له أي تأثير حقيقي على الجماهير في كردستان الإيرانية» ، وفقا لرودي هيفيان.
بعد انتقاد الحزب الديمقراطي الكردستاني الإيراني «للتعاون عن كثب» مع الولايات المتحدة، التقوا قادة الحزب الأخير في عام 2012 لمناقشة إمكانية إعادة التوحيد، ومع ذلك، لا يزالون يعملون بشكل مستقل.
تم قبول الحزب كعضو كامل في الأممية الاشتراكية في اجتماع المجلس في نوفمبر 2015 في لواندا، أنغولا.

## أمين عام
- خالد عزيزي (2008–2017)
- مصطفى مولودي (2017–)[5]